# Christian Dünnes
Christian Dünnes (Siegen, 16 giugno 1984) è un pallavolista tedesco.

## Titoli
- 2006 - Top Teams Cup 2005/2006 (Copra Berni Piacenza)
- 2009 - Campione d'Italia 2008/2009 (Copra Nordmeccanica Piacenza)
- Coppa di Germania: 1

2013-14